# Eyes on M3
Eyes on M3 (stilizzato EYES ON M3) è un singolo del rapper statunitense Itsoktocry, pubblicato il 30 ottobre 2017 da 27club come primo estratto dall'EP Pastelgore [Act 2. Scene 1].

## Tracce
1. EYES ON M3 – 1:59 (testo: Larry – musica: Bobby Johnson Beats)

## Formazione

### Musicisti
- Itsoktocry – voce, testi

### Produzione
- Bobby Johnson Beats – produzione

## Video musicale
Il 17 dicembre 2017, il canale YouTube "デーモンAstari" pubblica il video musicale ufficiale del brano, diretto da Charles Wheatle e editato da Itsoktocry.